# Pavel Maškarinec
Pavel Maškarinec (* 7. června 1975 Liberec) je český politolog, politický geograf, publicista a vysokoškolský pedagog.

## Studium a kariéra
V mládí vystudoval Střední průmyslovou školu stavební v Liberci. Po studiu absolvoval základní vojenskou službu a začal pracovat jako projektant pozemních staveb. V letech 2002 až 2006 studoval politologii a sociologii na Fakultě sociálních studií Masarykovy univerzity. Po získání bakalářského titulu v roce 2006 zahájil také navazující magisterské studium oboru politologie, které se ziskem magisterského titulu úspěšně ukončil v roce 2009. V letech 2009 až 2014 poté absolvoval ve stejném oboru i doktorské studium, od roku 2014 je tak držitelem titulu Ph.D. V roce 2020 se navíc úspěšně habilitoval na své alma mater a získal tak titul docent s habilitační prací s titulem Ženy a lokální politika.
V letech 2008 až 2011 byl členem Asijského programu Asociace pro mezinárodní otázky v Praze. Během svého doktorského studia začal v roce 2012 působit jako asistent (posléze odborný asistent) na Filozofické fakultě Univerzity Jana Evangelisty Purkyně v Ústí nad Labem. Po své habilitaci v roce 2020 zde začal působit jako docent. V souvislosti se vznikem nové samostatné Katedry politologie v roce 2021 se zároveň stal jejím vedoucím. Již předtím se nicméně v letech 2015 až 2019 angažoval jako proděkan ústecké Filozofické fakulty pro rozvoj a informatizaci a v letech 2019 až 2020 jako proděkan pro rozvoj a kvalitu. V roce 2020 se pak stal proděkanem pro vědu a doktorské studium. V roce 2015 se stal členem Vědecké rady FF UJEP. Od roku 2013 je také členem České politologické společnosti, v roce 2018 se navíc stal členem jejího výboru. Působí také jako šéfredaktor odborného časopisu Central European Journal of Politics.
V rámci své odborné činnosti se zaměřuje na problematiku voleb a voličského chování, kvality demokracie, politické participace, politické reprezentace, víceúrovňového vládnutí či reprezentace žen v politice. V souvislosti se svým odborným zaměřením je autorem celé řady odborných článků v řadě odborných časopisů, například v Politologické revue či Politologickém časopise. Byl také hostem v řadě různých médií.
Je ženatý, má jednu dceru a jednoho syna. Mezi jeho zájmy patří vedle politologie a politické geografie také moderní dějiny, literatura, film, cestování a sport.